# Micropteropus intermedius
Micropteropus intermedius é uma espécie de morcego da família Pteropodidae. Pode ser encontrada na Angola e República Democrática do Congo.